# Eiji Iijima
Pour les articles homonymes, voir Iijima.
Eiji Iijima (飯島 栄治, Ijima Eiji) est un joueur de shōgi professionnel japonais né le 16 septembre 1979 à Nakano.
Classé 8e dan professionnel depuis février 2021, il a remporté le prix Kōzō Masuda 2009-2010.

## Biographie et carrière
Eiji Iijima est né en septembre 1979 à Nakano. Il est devenu professionnel en avril 2000 après sa deuxième place (derrière Akira Watanabe) dans le tournoi des 3e dan (octobre 1999-avril 2000).
Lors du 23e tournoi Ryuo (2010), il bat Shima Akira et est promu au premier groupe et obtient le grade de 7e dan professionnel. En 2012, il se qualifie pour le tournoi de sélection du challengeur au titre de Ryuo.
En 2012, il se qualifie pour le tournoi des candidats 62e tournoi O-sho, une compétition difficile avec un nombre limité de places (seulement trois joueurs peuvent se qualifier lors des tournois préliminaires), mais Iijima perd ses six parties et finit dernier du tournoi.
En 2016, il se qualifie pour le groupe B1 du tournoi de classement pour le titre de Meijin.
Il a été classé 7e dan à partir d'octobre 2010 et a le grade de 8e dan professionnel depuis février 2021.